# Champlemy
Champlemy är en kommun i departementet Nièvre i regionen Bourgogne-Franche-Comté i de centrala delarna av Frankrike. Kommunen ligger i kantonen Prémery som tillhör arrondissementet Cosne-Cours-sur-Loire. År 2022 hade Champlemy 326 invånare.

## Befolkningsutveckling
Antalet invånare i kommunen Champlemy
| Referens: INSEE |